# Krzysztof Eckhardt
Krzysztof Mieczysław Eckhardt (ur. 1961) – polski prawnik, doktor habilitowany nauk prawnych, nauczyciel akademicki Wydziału Prawa i Administracji Uniwersytetu Rzeszowskiego, profesor i prorektor Wyższej Szkoły Prawa i Administracji Rzeszowskiej Szkoły Wyższej, specjalista w zakresie prawa konstytucyjnego.

## Życiorys
W 1985 ukończył studia na kierunku administracja na Wydziale Prawa i Administracji Uniwersytetu Marii Curie-Skłodowskiej w Lublinie. Na tym samym wydziale w 1999 na podstawie napisanej pod kierunkiem Wiesława Skrzydło rozprawy pt. Udział organów władzy wykonawczej w procesie stanowienia ustaw otrzymał stopień naukowy doktora nauk prawnych w zakresie prawa, specjalność: prawo konstytucyjne. Tam też uzyskał w 2013 stopień doktora habilitowanego nauk prawnych w zakresie prawa, specjalność: prawo konstytucyjne
Został nauczycielem akademickim na Wydziale Prawa i Administracji Uniwersytetu Rzeszowskiego w Zakładzie Prawa Konstytucyjnego oraz profesorem nadzwyczajnym w Wyższej Szkole Prawa i Administracji Rzeszowska Szkoła Wyższa z siedzibą w Rzeszowie. Był prorektorem tej uczelni oraz pełnił w niej funkcję dziekana.
Członek Polskiego Towarzystwa Prawa Konstytucyjnego.